# Coughran Peak
Coughran Peak är en bergstopp i Antarktis. Den ligger i Östantarktis. Nya Zeeland gör anspråk på området. Toppen på Coughran Peak är 1 700 meter över havet.
Terrängen runt Coughran Peak är mycket bergig. Trakten är obefolkad. Det finns inga samhällen i närheten. 